# Vico del Gargano
Pour les articles homonymes, voir Gargano (homonymie).
Vico del Gargano est une commune italienne de la province de Foggia, dans la région des Pouilles.
Elle fait partie du parc national du Gargano.

## Géographie physique
La commune de Vico del Gargano occupe une superficie de 110,4 km² dans la partie nord-est du Promontoire du Gargano. Son territoire s'élève de 0 à 782 mètres au-dessus du niveau de la mer, de la forêt Umbra jusqu'aux plages de San Menaio et Calenella. Le paysage à l'intérieur des terres est typique du bois de hêtres (forêt Umbra) et de sapins. Le long de la côte, les forêts sont constituées de sapins d'Alep (pinède de Marzini). On trouve aussi de nombreuses oliveraies centenaires et des plantations d'agrumes sur d’impressionnantes terrasses côtières. La géologie est karstique avec de nombreuses grottes, notamment marines.
Vico del Gargano constitue le cœur du Parc national du Gargano et comprend la plus grande partie de la forêt Umbra. Il est distant de 104 km de Foggia, le chef-lieu de la Province.

## Géographie humaine

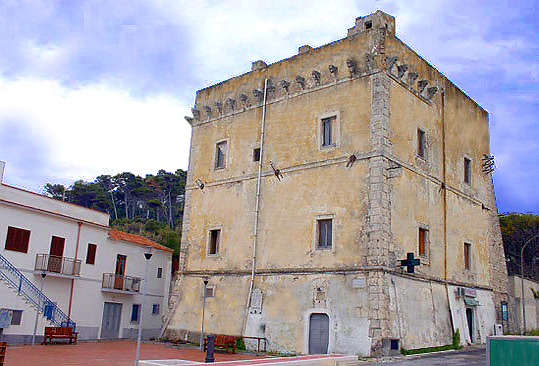
La Torre dei Preposti

Le seul hameau de Vico del Gargano est San Menaio et se trouve à environ 7 km au nord, sur la côte. C'est un territoire balnéaire qui apparaît le long de la route côtière SS89 entre Rodi du Gargano et Peschici. Très connu pour sa longue plage de sable très fin et la pinède Marzini, l'une des forêts de pins d'Alep les plus anciennes et grandes d'Italie (qui en recouvre tout le territoire et s'étend entre les habitations jusqu'à en lécher la côte), il est très connu grâce à Nicola Serena de Lapigio, qui dès le début du XXe siècle a chanté les beautés dans ses œuvres et à l'artiste Andrea Pazienza qui y a vécu longtemps et en l'honneur duquel, en 2008,  vingt ans après son décès, le littoral de l'Est a été renommé.

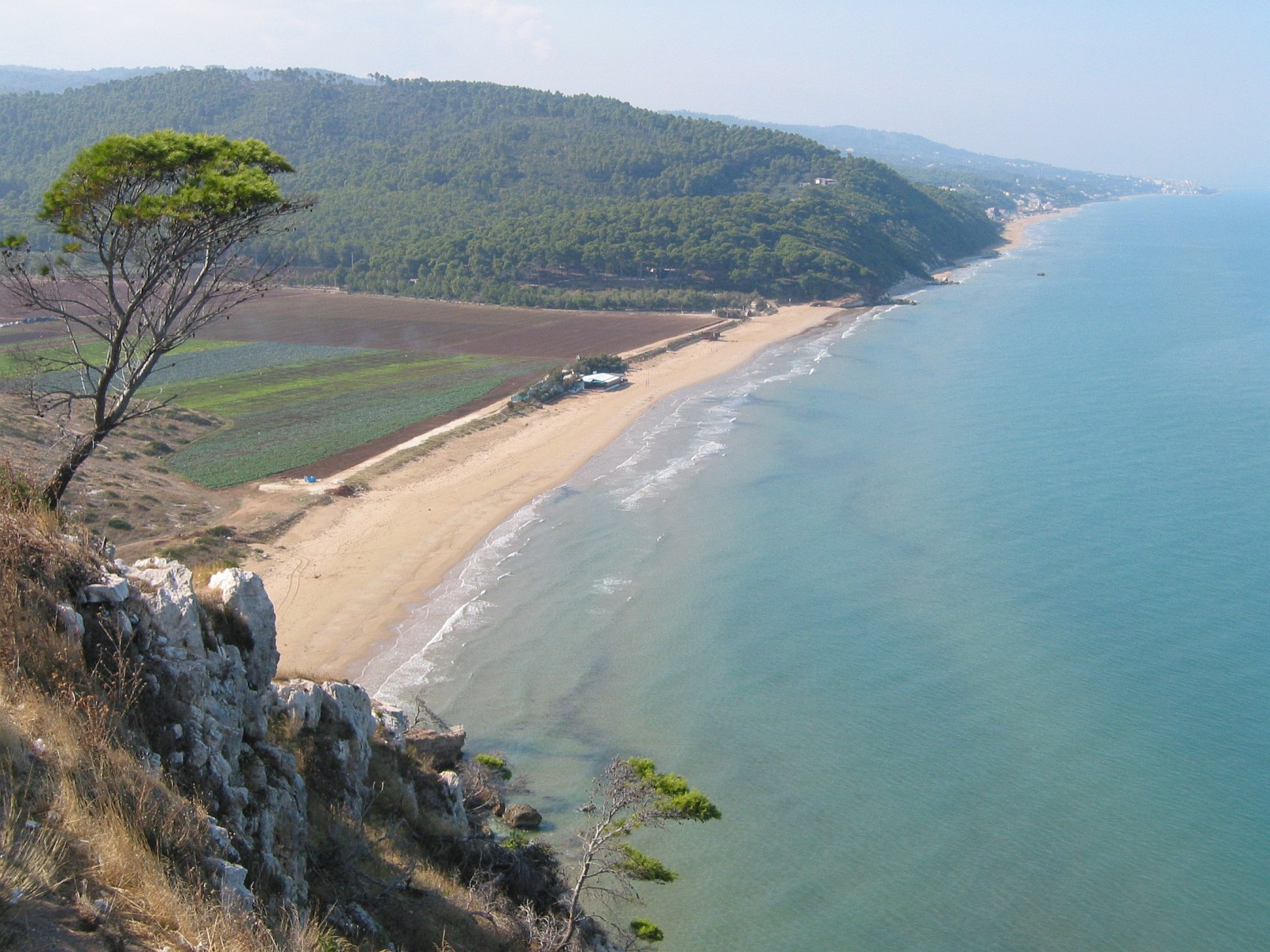
La grande pinède Marzini qui s'étend sur la plage entre la plaine de Calenella et San Menaio

La Torre dei Preposti (XIVe siècle) est une fortification spectaculaire qui s'élève sur la mer et assurait des fonctions de défense et de douane, et qui casse la linéarité du front de mer entre le centre historique de San Menaio et l'élégant quartier résidentiel de construction récente appelé "Murge Nere" à cause de la présence de deux grands monolithes de roche qui affleurent sur la côte.
San Menaio est en outre connue par de très actifs commerces d'agrumes D.O.P. Orange blonde du Gargano et Citron femminiello du Gargano avec l'Amérique et l'Union européenne.

## Histoire
Vico a été fondé en 970 par le légendaire condottiere Schiavone Sueripolo et connut différents chefs. Frédéric II de Souabe posa les fondations du château qui trône encore aujourd'hui dans le quartier ancien. Après les Souabes, les Aragonais prenaient le pouvoir. Pendant la période féodale, Vico fut le domaine des familles napolitaines les plus importantes comme les Caracciolo et les Spinelli. Avec la période des Lumières, un renouvellement culturel a culminé avec la fondation de la célèbre Académie des Excités, la naissance de Michelangelo Manicone, à la plantation de l'Arbre de la Liberté et à la construction du cimetière monumental de Saint-Pierre extra moenia (le premier en Europe). Le XIXe siècle vit la naissance et le développement de la culture et du commerce d'agrumes, activité florissante jusqu'au milieu du XXe siècle mais en déclin aujourd'hui.
Pendant l'unification de l'Italie, Vico était un village royaliste, siège de nombreuses bandes de partisans du royaume des Deux-Siciles, très fidèles au Roi de Bourbon, qui ont combattu pour restaurer le trône ancien. Leur base sur le Gargano était la forêt Umbra.

## Économie
Aujourd'hui, Vico del Gargano est surtout un village touristique. Néanmoins, on peut considérer que la solide tradition touristique du territoire communal est due à l'attrait des beautés naturelles et des plages de San Menaio. Le tourisme, en fait, se développe essentiellement dans la période estivale et le long de la côte, où se concentre l'offre hôtelière la plus importante et de haut niveau. La zone submontagnarde est occupée par la Forêt Umbra, destination appréciée par les passionnés de randonnée et de course d'orientation. 
Cependant, Vico del Gargano s'impose, ces dernières années, comme destination touristique tout au long de l'année grâce au renouvellement et à la différenciation de l'offre : art, histoire et artisanat, nature, agritourisme et œnogastronomie. Les plats typiques sont: la "paposcia" (sorte de pizza calzone), les "orecchiette" aux noix, la salade d'oranges, le chevreau au four, la soupe de poisson, la soupe à l'huile piquante, les "pancotti" et les "sospiri" (pâtisserie).

## Culture

### Le château
Dans la forme en quadrilatère du château, des éléments architecturaux différents mettent en évidence des époques, des fonctions et des cultures artistiques que se succédèrent des Normands aux Aragonais. Des moyens de défenses sont à la base de la première implantation du complexe, qui remplit, à l'époque des Souabes, les idéaux résidentiels d'une domus solaciorum, une demeure seigneuriale pour les divertissements des courtisans et peut-être aussi de l'Empereur Frédéric II lui-même. En 1234, il avait donné en dot à sa troisième épouse, Isabelle d'Angleterre, Vico et tous les villages du Gargano compris dans l'Honor Montis Sancti Angeli. La partie la plus ancienne du château se déploie sur l'axe NE-SE, entourée par des tours carrées aux angles.
Le château, dans la vie de tous les jours, reste un symbole dominant la composition du paysage urbain. Les murs incrustés d'histoire, les voûtes, les portails défient le temps et conservent encore les secrets d'événements qu'aucune archive n'a recueillis.

## Administration
| Période                                  | Période  | Identité      | Étiquette | Qualité |
| ---------------------------------------- | -------- | ------------- | --------- | ------- |
| depuis le 29/05/2007                     | En cours | Luigi Damiani |           |         |
| Les données manquantes sont à compléter. |          |               |           |         |

### Hameaux
San Menaio

### Communes limitrophes
Carpino, Ischitella, Monte Sant'Angelo, Peschici, Rodi Garganico, Vieste

## Jumelages
- Senones (France)
- Jettingen (Bade-Wurtemberg) (Allemagne)
- Marchin (Belgique)